# Pholcus jinwum
Pholcus jinwum is een spinnensoort uit de familie trilspinnen (Pholcidae). De soort komt voor in Queensland. 